# Labeobarbus brevicephalus
Labeobarbus brevicephalus is een  straalvinnige vissensoort uit de familie van eigenlijke karpers (Cyprinidae). De wetenschappelijke naam van de soort is voor het eerst geldig gepubliceerd in 1997 door Nagelkerke & Sibbing.